# Mia Pankau

Mia Pankau
Bild von Alexander Binder (1888–1929)

Martha Elisabeth Pankau genannt Mia, auch Maria Pankau (* 14. Februar 1891 in Preußisch Friedland, Westpreußen; † 6. November 1974 in Hoisdorf, Deutschland) war eine deutsche Stummfilmschauspielerin.

## Leben
Ihre Eltern waren der Tischlermeister Albert Pankau († 1896) und dessen Ehefrau Anna (geb. Laschetzki, † 1895), das Paar hatte acht Kinder. Mia Pankau war mit dem Regisseur Jaap Speyer verheiratet. Ihren ersten Auftritt hatte sie in dessen Film Wenn Frauen lieben und hassen. Sie trat zuletzt im Film Tänzerinnen für Süd-Amerika gesucht auf, der gleichzeitig ihr einziger Tonfilm war.

## Filmografie
- 1917: Wenn Frauen lieben und hassen
- 1918: Die Ehe der Gräfin Wetterberg
- 1918: Die Kraft des Herzens
- 1918: Ein Flammentraum
- 1918: Das Schicksal der Margarete Holberg
- 1919: Heddas Rache
- 1919: Lilli
- 1919: Lillis Ehe
- 1920: Gefolterte Herzen – 2. Teil: Glück und Glas
- 1920: Opfer seines Leichtsinns
- 1920: Entblätterte Blüten
- 1920: Zügelloses Blut. 1. Luxusfieber
- 1920: Zügelloses Blut. 2. Die Diamantenfalle
- 1921: Banditen im Frack
- 1921: Die rote Nacht
- 1922: Der Mann in der Litfaßsäule
- 1922: Der Heiratsschwindler
- 1922: Jimmy, ein Schicksal von Mensch und Tier
- 1922: Das blonde Verhängnis
- 1923: Der Frauenkönig
- 1923: Der allmächtige Dollar
- 1924: Die Hermannschlacht
- 1925: Elegantes Pack
- 1925: Briefe, die ihn nicht erreichten
- 1925: Die Moral der Gasse
- 1927: Mädchenhandel – Eine internationale Gefahr
- 1927: Durchlaucht Radieschen
- 1927: Hotelratten
- 1928: Alraune
- 1928: Der erste Kuß
- 1928: Die drei Frauen von Urban Hell
- 1929: Das verschwundene Testament
- 1930: Besuch um Mitternacht. Das Nachtgespenst von Berlin (Kurzfilm)
- 1931: Tänzerinnen für Süd-Amerika gesucht